# Ahn Young-hak
Ahn Young-hak (kor. 안영학, ur. 25 października 1978 w Kurashiki) – piłkarz północnokoreański grający na pozycji defensywnego pomocnika.

## Kariera klubowa
Ahn urodził się w Japonii w rodzinie pochodzenia północnokoreańskiego. Karierę piłkarską rozpoczął w klubie Albirex Niigata. W 2002 roku był w kadrze pierwszej drużyny, a 3 marca 2002 zadebiutował w J-League (na szczeblu drugiej ligi) w wygranym 1:0 wyjazdowym spotkaniu z Mito HollyHock. Swoją pierwszą bramkę w profesjonalnej karierze strzelił 21 marca 2002 w meczu z Shonan Bellmare (2:2). W 2003 roku awansował z Albirexem do pierwszej ligi Japonii i z klubem z Niigaty grał w niej do końca 2004 roku.
W 2005 roku Ahn odszedł z Albirexu do Nagoyi Grampus. Swoje pierwsze spotkanie w tym klubie rozegrał 5 marca 2005 przeciwko JEF United. W Nagoyi grał przez rok.
W 2006 roku Ahn został zawodnikiem południowokoreańskiego Busan I'Park. W Busan był podstawowym graczem, a po dwóch latach gry w tym klubie przeszedł do Suwon Samsung Bluewings. W 2008 roku wywalczył z nim mistrzostwo Korei Południowej, a w 2009 roku zdobył Puchar Korei Południowej.
| Sezon | Klub                    | Kraj             | Rozgrywki | Mecze | Bramki |
| ----- | ----------------------- | ---------------- | --------- | ----- | ------ |
| 2002  | Albirex Niigata         | Japonia          | J-League  | 41    | 5      |
| 2003  | Albirex Niigata         | Japonia          | J-League  | 29    | 1      |
| 2004  | Albirex Niigata         | Japonia          | J-League  | 26    | 3      |
| 2005  | Nagoya Grampus          | Japonia          | J-League  | 21    | 0      |
| 2006  | Busan I'Park            | Korea Południowa | K-League  | 29    | 3      |
| 2007  | Busan I'Park            | Korea Południowa | K-League  | 22    | 3      |
| 2008  | Suwon Samsung Bluewings | Korea Południowa | K-League  | 4     | 0      |
| 2009  | Suwon Samsung Bluewings | Korea Południowa | K-League  | 14    | 2      |

## Kariera reprezentacyjna
W reprezentacji Korei Północnej Ahn zadebiutował w 2002 roku. W 2009 roku wywalczył z Koreą awans do Mistrzostw Świata w RPA.